# Matheus Vidotto
Matheus Caldeira Vidotto de Oliveria (* 10. April 1993 in São Paulo), auch einfach nur Matheus Vidotto genannt, ist ein brasilianisch-italienischer Fußballspieler.

## Karriere
Das Fußballspielen erlernte Matheus Vidotto in der Jugendmannschaft von Corinthians São Paulo in São Paulo. Hier unterschrieb er 2012 auch seinen ersten Profivertrag. Bis 2018 stand er für die Corinthians zweimal zwischen den Pfosten. 2015 und 2017 gewann er mit Corinthians die Campeonato Brasileiro de Futebol, die Staatsmeisterschaft von São Paulo gewann er 2013 und 2017. 2019 wechselte er nach Florianópolis zu Figueirense FC. Hier kam er 2019 auf zehn Einsätze. 2020 verließ er Brasilien und ging nach Japan. Hier unterschrieb er einen Vertrag bei Tokyo Verdy. Mit dem Klub spielt er in der zweiten Liga des Landes, der J2 League. Am Ende der Saison 2023 wurde er mit Verdy Tabellendritter. In den Aufstiegsspielen konnte man sich durchsetzen und stieg in die erste Liga auf.

## Erfolge
Corinthians São Paulo
- Staatsmeisterschaft von São Paulo: 2013, 2017
- Campeonato Brasileiro de Futebol: 2015, 2017